# イデルフォンス・ニゼイマナ
イデルフォンス・ニゼイマナ（Idelphonse Nizeyimana, 1963年10月5日 - ）は、元ルワンダ陸軍将校。2009年現在、ルワンダ虐殺に関与した容疑で拘束中。

## 概要
2000年11月27日、国際連合の支援により設立されたルワンダ国際戦犯法廷は、大量虐殺の容疑でイデルフォンス・ニゼイマナを告発。2009年10月6日、ウガンダの首都カンパラ近郊のホテルに潜伏していたところを拘束され、国際刑事警察機構の要員によりルワンダ国際犯罪法廷があるタンザニア北部アルーシャに移送後、拘置された。